# Poule B de la Coupe du monde de rugby à XV 2015
La poule B de la Coupe du monde de rugby à XV 2015, qui se dispute en Angleterre du 19 septembre au 11 octobre 2015, comprend cinq équipes dont les deux premières se qualifient pour les quarts de finale de la compétition. Conformément au tirage au sort effectué le 3 décembre 2012 à Londres, les équipes d'Afrique du Sud (Chapeau 1), des Samoa (Chapeau 2), d'Écosse (Chapeau 3), du Japon (Chapeau 4) et des États-Unis (Chapeau 5) composent ce groupe B.

## Classement
| Rang | Pays           | J | V | N | D | Em | Ee | Bo | Bd | Pm  | Pe  | Diff | Pts |
| ---- | -------------- | - | - | - | - | -- | -- | -- | -- | --- | --- | ---- | --- |
| 1    | Afrique du Sud | 4 | 3 | 0 | 1 | 23 | 4  | 3  | 1  | 176 | 56  | +120 | 16  |
| 2    | Écosse         | 4 | 3 | 0 | 1 | 14 | 9  | 2  | 0  | 136 | 93  | +43  | 14  |
| 3    | Japon          | 4 | 3 | 0 | 1 | 9  | 12 | 0  | 0  | 98  | 100 | -2   | 12  |
| 4    | Samoa          | 4 | 1 | 0 | 3 | 7  | 13 | 1  | 1  | 69  | 124 | -55  | 6   |
| 5    | États-Unis     | 4 | 0 | 0 | 4 | 5  | 20 | 0  | 0  | 50  | 156 | -106 | 0   |

|  | Qualifiés pour les quarts de finale et pour la Coupe du monde 2019 (n° 1 & n° 2) |
|  | Éliminé mais qualifié pour la Coupe du monde 2019 (n°3)                          |

Attribution des points de classement : victoire : 4, match nul : 2, défaite : 0, forfait : -2 ; plus les bonus (offensif : 4 essais marqués ou plus ; défensif : défaite par 7 points d'écart ou moins).
Règles de classement : 1. résultat du match de poule entre les deux équipes ; 2. différence de points ; 3. différence d'essais ; 4. nombre de points marqués ; 5. nombre d'essais marqués ; 6. rang au classement World Rugby en date du 3 octobre 2011.

## Les matches

### Afrique du Sud - Japon
Homme du match : Fumiaki Tanaka 
Points marqués :

 Afrique du Sud
- 4 essais :
Louw 18e
Bismarck du Plessis 33e
de Jager 44e
Strauss 62e
- 3 transformations :
Lambie 19e, 45e
Pollard 63e
- 2 pénalités :
Lambie 57e
Pollard 73e

 Japon
- 3 essais :
Leitch 30e
Goromaru 69e
Hesketh 80e
- 2 transformations :
Goromaru 31e, 70e
- 5 pénalités :
Goromaru 8e, 43e, 49e, 53e, 60e

Évolution du score : 0-3, 7-3, 7-10, 12-10, mt, 12-13, 19-13, 19-16, 19-19, 22-19, 22-22, 29-22, 29-29, 32-29, 32-34
Arbitre : Jérôme Garcès 

Touche : JP Doyle  et Federico Anselmi 

Vidéo : Graham Hughes 
Résumé
Le résultat de ce match constitue l'une des premières grosses surprises de cette édition de la coupe du monde de rugby. Les Springboks étant l'un des favoris de la poule B et un concurrent sérieux au titre de champion du monde. Les Japonais de leur côté, n'avaient pas remporté de victoire en Coupe du monde, à l'exception d'un match en 1991 contre le Zimbabwe.
| Afrique du Sud · Titulaires · 15 Zane Kirchner · 14 Bryan Habana · 13 Jesse Kriel · 12 Jean de Villiers, · 11 Lwazi Mvovo 70e · 10 Patrick Lambie 58e · 9 Ruan Pienaar 58e · 8 Schalk Burger · 7 Pieter-Steph du Toit 57e · 6 François Louw · 5 Victor Matfield · 4 Lood de Jager 69e · 3 Jannie du Plessis 54e 79e · 2 Bismarck du Plessis 54e · 1 Tendai Mtawarira 54e 79e · Remplaçants · 16 Adriaan Strauss 54e · 17 Trevor Nyakane 54e 79e · 18 Coenie Oosthuizen 54e · 19 Eben Etzebeth 69e · 20 Siya Kolisi 57e 79e · 21 Fourie du Preez 58e · 22 Handré Pollard 58e · 23 JP Pietersen 70e · Entraîneur · Heyneke Meyer |  | Japon · Titulaires · Ayumu Goromaru 15 · 79e Akihito Yamada 14 · Male Sa'u 13 · Harumichi Tatekawa 12 · Kotaro Matsushima 11 · 73e Kosei Ono 10 · 67e Fumiaki Tanaka 9 · 46e Hendrik Tui 8 · Michael Broadhurst 7 · , Michael Leitch 6 · 54e Hitoshi Ono 5 · Luke Thompson 4 · 10e 19e 54e Kensuke Hatakeyama 3 · 70e Shota Horie 2 · 58e Masataka Mikami 1 · Remplaçants · 70e Takeshi Kizu 16 · 58e Keita Inagaki 17 · 10e 19e 54e Hiroshi Yamashita 18 · 54e Shinya Makabe 19 · 46e Amanaki Mafi 20 · 67e Atsushi Hiwasa 21 · 73e Yu Tamura 22 · 79e Karne Hesketh 23 · Entraîneur · Eddie Jones |

### Samoa - États-Unis
Homme du match : Tim Nanai-Williams 
Points marqués :

 Samoa
- 2 essais :

Nanai-Williams 20e
 Treviranus 46e
- 5 pénalités :

Tusi Pisi 8e, 28e, 39e, 51e
Stanley 70e
 Etats-Unis :
- 2 essais :

Wyles 34e
Baumann 74e
- 2 pénalités :

MacGinty 31e, 53e
Évolution du score : 3-0, 8-0, 11-0, 11-3, 11-8, 14-8, mt, 19-8, 22-8, 22-11, 25-11, 25-16
Arbitre : George Clancy 

Touche : Jaco Peyper  et Federico Anselmi 

Vidéo : Graham Hughes 
Résumé
| Samoa · Titulaires · 15 Tim Nanai-Williams · 14 Ken Pisi · 13 Paul Perez · 12 Rey Lee-Lo 2e 9e · 11 Alesana Tuilagi 73e · 10 Tusi Pisi 58e · 9 Kahn Fotuali'i · 8 Ofisa Treviranus, cap. · 7 Jack Lam · 6 Maurie Fa'asavalu 51e · 5 Joe Tekori 58e · 4 Filo Paulo · 3 Anthony Perenise 51e · 2 Ole Avei 66e · 1 Sakaria Taulafo · Remplaçants · 16 Motu Matu'u 66e · 17 Viliamu Afatia · 18 Census Johnston 51e · 19 Faifili Levave 58e · 20 Alafoti Fa'osiliva 51e · 21 Vavao Afemai · 22 Michael Stanley 2e 9e 58e · 23 Fa'atoina Autagavaia 73e · Entraîneur · Stephen Betham |  | États-Unis · Titulaires · 51e Blaine Scully 15 · Takudzwa Ngwenya 14 · Seamus Kelly 13 · Thretton Palamo 12 · cap., Chris Wyles 11 · AJ MacGinty 10 · Mike Petri 9 · Samu Manoa 8 · Andrew Durutalo 7 · Alastair McFarland 6 · 58e Greg Peterson 5 · 51e Hayden Smith 4 · 71e Titi Lamositele 3 · 51e Zach Fenoglio 2 · 71e Eric Fry 1 · Remplaçants · 51e Phil Thiel 16 · 71e Olive Kilifi 17 · 71e Chris Baumann 18 · 51e Cam Dolan 19 · 58e Danny Barrett 20 · Shalom Suniula 21 · Folau Niua 22 · 51e Brett Thompson 23 · Entraîneur · Mike Tolkin |

### Écosse - Japon
Homme du match : Greig Laidlaw 
Points marqués :

 Écosse 
- 5 essais :
Hardie 48e
Bennett 56e, 69e
Seymour 64e
Russell 74e
- 4 transformations :
Laidlaw 57e, 65e, 70e, 75e
- 4 pénalités :
Laidlaw 3e, 12e, 18e, 20e

 Japon
- 1 essai :
Mafi 15e
- 1 transformation :
Goromaru 16e
- 1 pénalité :
Goromaru 46e

Évolution du score : 3-0, 6-0, 6-7, 9-7, 12-7, mt, 12-10, 17-10, 24-10, 31-10, 38-10, 45-10
Arbitre : John Lacey 

Touche : George Clancy  et Marius Mitrea 

Vidéo : Shaun Veldsman 
Résumé
| Écosse · Titulaires · 15 Stuart Hogg 66e · 14 Tommy Seymour · 13 Mark Bennett 75e · 12 Matt Scott · 11 Sean Lamont · 10 Finn Russell · 9 Greig Laidlaw, cap. · 8 David Denton · 7 John Hardie · 6 Ryan Wilson 57e · 5 Jonny Gray · 4 Grant Gilchrist 50e · 3 WP Nel 70e · 2 Ross Ford 70e · 1 Alasdair Dickinson 66e · Remplaçants · 16 Fraser Brown 70e · 17 Ryan Grant 66e · 18 Jon Welsh 70e · 19 Richie Gray 50e · 20 Josh Strauss 57e · 21 Henry Pyrgos · 22 Peter Horne 75e · 23 Sean Maitland 66e · Entraîneur · Vern Cotter |  | Japon · Titulaires · Ayumu Goromaru 15 · 23e à 33e Kotaro Matsushima 14 · Male Sa'u 13 · Yu Tamura 12 · Kenki Fukuoka 11 · 72e Harumichi Tatekawa 10 · 65e Fumiaki Tanaka 9 · 45e Amanaki Mafi 8 · Michael Broadhurst 7 · cap., Michael Leitch 6 · 61e Justin Ives 5 · 65e Luke Thompson 4 · 53e Hiroshi Yamashita 3 · 70e Shota Horie 2 · 40e Keita Inagaki 1 · Remplaçants · 70e Takeshi Kizu 16 · 40e Masataka Mikami 17 · 53e Kensuke Hatakeyama 18 · 61e Shinya Makabe 19 · 65e Shoji Ito 20 · 45e Hendrik Tui 21 · 65e Atsushi Hiwasa 22 · 72e Karne Hesketh 23 · Entraîneur · Eddie Jones |

### Afrique du Sud - Samoa
(mt : 17 - 6)
Homme du match :  Handré Pollard
Points marqués :

 Afrique du Sud
- 6 essais :
Pietersen 15e, 47e, 78e
Burger 58e
Brits 71e
Habana 80e
- 2 transformations :
Pollard 48e
Lambie 80e
- 4 pénalités de Pollard 2e, 19e, 24e, 39e

 Samoa
- 2 pénalités de Michael Stanley 9e, 12e

Évolution du score : 3-0, 3-3, 3-6, 8-6, 11-6, 14-6, 17-6, mt 24-6, 29-6, 34-6, 39-6, 46-6
Arbitre : Wayne Barnes 

Touche : JP Doyle  et Angus Gardner 

Vidéo : Graham Hughes 
Résumé
| Afrique du Sud · Titulaires · 15 Willie le Roux · 14 JP Pietersen · 13 Jean de Villiers, cap. 72e 77e · 12 Damian de Allende 48e · 11 Bryan Habana · 10 Handré Pollard · 9 Fourie du Preez 74e · 8 Duane Vermeulen · 7 Schalk Burger 68e · 6 François Louw · 5 Victor Matfield 55e · 4 Eben Etzebeth · 3 Jannie du Plessis 54e · 2 Adriaan Strauss 68e · 1 Tendai Mtawarira 62e · Remplaçants · 16 Schalk Brits 68e · 17 Trevor Nyakane 62e · 18 Frans Malherbe 54e · 19 Lood de Jager 55e · 20 Siya Kolisi 68e · 21 Ruan Pienaar 74e · 22 Patrick Lambie 72e · 23 Jesse Kriel 48e 77e · Entraîneur · Heyneke Meyer |  | Samoa · Titulaires · Tim Nanai-Williams 15 · Ken Pisi 14 · Paul Perez 13 · Rey Lee-Lo 12 · 68e Alesana Tuilagi 11 · 54e Michael Stanley 10 · 77e Kahn Fotuali'i 9 · 62e cap., Ofisa Treviranus 8 · Jack Lam 7 · TJ Ioane 6 · 47e Joe Tekori 5 · Filo Paulo 4 · 52e Census Johnston 3 · 52e Motu Matu'u 2 · 63e Sakaria Taulafo 1 · Remplaçants · 52e Ole Avei 16 · 63e Viliamu Afatia 17 · 52e Anthony Perenise 18 · 47e Faifili Levave 19 · 62e Sanele Vavae Tuilagi 20 · 77e Vavao Afemai 21 · 54e Tusi Pisi 22 · 68e George Pisi 23 · Entraîneur · Stephen Betham |

### Écosse - États-Unis
(mt : 6 - 13)
Homme du match :  Finn Russell
Points marqués :
- Écosse : 5 essais de Visser (42e), Maitland (47e), Nel (54e), Scott (65e) et Weir (79e) ; 4 transformations de Russell (48e) et Laidlaw (55e, 66e, 80e) ; 2 pénalités de Hogg (7e) et Russell (16e)
- Etats-Unis : 1 essai de Lamositele (21e) ; 1 transformation de MacGinty (22e) ; 3 pénalités de MacGinty (3e, 40e, 51e)

Évolution du score : 0-3, 3-3, 6-3, 6-13, 11-13, 18-13, 18-16, 25-16, 32-16, 39-16
Arbitre :  Chris Pollock
Touche :  John Lacey et  Mike Fraser

Vidéo :  Ben Skeen
Résumé
| Écosse · Titulaires · 15 Stuart Hogg · 14 Sean Maitland · 13 Mark Bennett · 12 Peter Horne 55e · 11 Tim Visser · 10 Finn Russell 60e · 9 Henry Pyrgos (cap.) 53e · 8 Josh Strauss · 7 Ryan Wilson 46e · 6 Alasdair Strokosch · 5 Grant Gilchrist 18e · 4 Richie Gray · 3 Jon Welsh 40e · 2 Ross Ford 78e · 1 Ryan Grant 40e · Remplaçants · 16 Kevin Bryce 78e · 17 Alasdair Dickinson 40e · 18 WP Nel 40e · 19 Tim Swinson 18e · 20 Fraser Brown 46e · 21 Greig Laidlaw 53e · 22 Duncan Weir 60e · 23 Matt Scott 55e · Entraîneur · Vern Cotter |  | États-Unis · Titulaires · (cap.) Chris Wyles 15 · Takudzwa Ngwenya 14 · Seamus Kelly 13 · Thretton Palamo 12 · 59e Blaine Scully 11 · AJ MacGinty 10 · 50e Mike Petri 9 · Samu Manoa 8 · 59e Andrew Durutalo 7 · Alastair McFarland 6 · 50e Greg Peterson 5 · 43e Hayden Smith 4 · 69e Titi Lamositele 3 · 64e Phil Thiel 2 · 67e Eric Fry 1 · Remplaçants · 64e Zach Fenoglio 16 · 67e Olive Kilifi 17 · 69e Chris Baumann 18 · 43e Cam Dolan 19 · 59e John Quill 20 · 50e Danny Barrett 21 · 50e Shalom Suniula 22 · 59e Folau Niua 23 · Entraîneur · Mike Tolkin |

### Samoa - Japon
(mt : 0 - 20)
Homme du match :  Ayumu Goromaru
Points marqués :
- Samoa : 1 essai de Perez (64e)
- Japon : 2 essais de pénalité (24e) et Yamada (40e) ; 2 transformations de Goromaru (24e, 40e) ; 4 pénalités de Goromaru (8e, 34e, 48e, 59e)

Évolution du score : 0-3, 0-10, 0-13, 0-20, 0-23, 0-26, 5-26
Arbitre :  Craig Joubert
Touche :  Wayne Barnes et  Stuart Berry

Vidéo :  Ben Skeen
Résumé
| Samoa · Titulaires · 15 Tim Nanai-Williams · 14 Ken Pisi · 13 Paul Perez · 12 Johnny Leota · 11 Alesana Tuilagi 22e 29e 48e · 10 Tusi Pisi · 9 Kahn Fotuali'i 74e · 8 Faifili Levave 16e à 26e · 7 TJ Ioane 48e · 6 Ofisa Treviranus (cap.) 70e · 5 Kane Thompson · 4 Filo Paulo 78e à 80e · 3 Census Johnston 51e · 2 Ole Avei 56e · 1 Sakaria Taulafo 19e à 29e 62e · Remplaçants · 16 Motu Matu'u 56e · 17 Viliamu Afatia 22e 29e 62e · 18 Anthony Perenise 51e · 19 Jack Lam 48e · 20 Sanele Vavae Tuilagi 70e · 21 Vavao Afemai 74e · 22 Michael Stanley · 23 Rey Lee-Lo 48e · Entraîneur · Stephen Betham |  | Japon · Titulaires · Ayumu Goromaru 15 · 56e Akihito Yamada 14 · 72e Male Sa'u 13 · Harumichi Tatekawa 12 · Kotaro Matsushima 11 · Kosei Ono 10 · 72e Fumiaki Tanaka 9 · 60e Koliniasi Holani 8 · 65e Michael Broadhurst 7 · (cap.) Michael Leitch 6 · 40e Hitoshi Ono 5 · Luke Thompson 4 · 65e Kensuke Hatakeyama 3 · Shota Horie 2 · Keita Inagaki 1 · Remplaçants · 72e Takeshi Kizu 16 · Masataka Mikami 17 · 65e Hiroshi Yamashita 18 · 40e Justin Ives 19 · 60e Amanaki Mafi 20 · 65e Hendrik Tui 21 · 72e Atsushi Hiwasa 22 · 56e Karne Hesketh 23 · Entraîneur · Eddie Jones |

### Afrique du Sud - Écosse
(mt : 20 - 3)
Homme du match :  Lood de Jager
Points marqués :
- Afrique du Sud : 3 essais de Burger (13e), Pietersen (38e) et Habana (73e) ; 2 transformations de Handré Pollard (13e, 40e) ; 4 pénalités de Pollard (17e, 27e, 62e, 68e) ; 1 drop de Pollard (51e)
- Écosse : 1 essai de Seymour (49e) ; 1 transformation de Laidlaw (50e) ; 3 pénalités de Laidlaw (30e, 45e) et Weir (60e)

Évolution du score : 7-0, 10-0, 13-0, 13-3, 20-3, 20-6, 20-13, 23-13, 23-16, 26-16, 29-16, 34-16
Arbitre :  Nigel Owens
Touche :  Chris Pollock et  Leighton Hodges

Vidéo :  George Ayoub
Résumé
| Afrique du Sud · Titulaires · 15 Willie le Roux · 14 JP Pietersen 70e · 13 Jesse Kriel · 12 Damian de Allende 75e · 11 Bryan Habana · 10 Handré Pollard · 9 Fourie du Preez (cap.) 79e · 8 Duane Vermeulen · 7 Schalk Burger 70e · 6 François Louw · 5 Lood de Jager 75e · 4 Eben Etzebeth · 3 Jannie du Plessis 34e à 44e 50e · 2 Bismarck du Plessis 56e · 1 Tendai Mtawarira 61e · Remplaçants · 16 Adriaan Strauss 56e · 17 Trevor Nyakane 61e · 18 Frans Malherbe 50e · 19 Pieter-Steph du Toit 75e · 20 Willem Alberts 70e · 21 Ruan Pienaar 79e · 22 Patrick Lambie 70e · 23 Jan Serfontein 75e · Entraîneur · Heyneke Meyer |  | Écosse · Titulaires · 63e Stuart Hogg 15 · Tommy Seymour 14 · 65e Richie Vernon 13 · Matt Scott 12 · Tim Visser 11 · Duncan Weir 10 · 53e à 63e 70e (cap.) Greig Laidlaw 9 · David Denton 8 · Blair Cowan 7 · 30e 34e 55e Josh Strauss 6 · 68e Jonny Gray 5 · Richie Gray 4 · 64e WP Nel 3 · 61e 78e Fraser Brown 2 · 51e Gordon Reid 1 · Remplaçants · 61e 78e Ross Ford 16 · 51e Alasdair Dickinson 17 · 64e Jon Welsh 18 · 68e Tim Swinson 19 · 30e 34e 55e Ryan Wilson 20 · 70e Sam Hidalgo-Clyne 21 · 65e Peter Horne 22 · 63e Sean Lamont 23 · Entraîneur · Vern Cotter |

### Afrique du Sud - États-Unis
(mt : 14 - 0)
Homme du match :  Damian de Allende
Points marqués :
- Afrique du Sud : 10 essais de de Allende (7e), pénalité 27e, Habana (42e, 59e, 61e), du Plessis (47e), Louw (53e, 69e), Kriel (73e) et Mvovo (80e) ; 7 transformations de Pollard (8e, 28e, 42e, 54e) et Steyn (60e, 63e, 80e)

Évolution du score : 7-0, 14-0, 21-0, 26-0, 33-0, 40-0, 47-0, 52-0, 57-0, 64-0
Arbitre :  Pascal Gaüzère
Touche :  Nigel Owens et  Mike Fraser

Vidéo :  George Ayoub
Résumé
| Afrique du Sud · Titulaires · 15 Willie le Roux · 14 Bryan Habana · 13 Jesse Kriel · 12 Damian de Allende 60e · 11 Lwazi Mvovo · 10 Handré Pollard 56e · 9 Fourie du Preez (cap.) 63e · 8 Duane Vermeulen · 7 Schalk Burger 48e · 6 François Louw · 5 Lood de Jager 63e · 4 Eben Etzebeth · 3 Frans Malherbe 60e · 2 Bismarck du Plessis 56e · 1 Tendai Mtawarira 56e · Remplaçants · 16 Schalk Brits 56e · 17 Trevor Nyakane 56e · 18 Coenie Oosthuizen 60e · 19 Pieter-Steph du Toit 63e · 20 Willem Alberts 48e · 21 Rudy Paige 63e · 22 Morné Steyn 56e · 23 Jan Serfontein 60e · Entraîneur · Heyneke Meyer |  | États-Unis · Titulaires · 23e 26e 70e Blaine Scully 15 · Brett Thompson 14 · Folau Niua 13 · Andrew Suniula 12 · Zack Test 11 · Shalom Suniula 10 · Niku Kruger 9 · 48e (cap.) Samu Manoa 8 · John Quill 7 · 58e Danny Barrett 6 · 70e Matt Trouville 5 · Louis Stanfill 4 · Chris Baumann 3 · 72e Phil Thiel 2 · 59e Olive Kilifi 1 · Remplaçants · 72e Joe Taufete'e 16 · 70e Zach Fenoglio 17 · 59e Matekitonga Moeakiola 18 · Titi Lamositele 19 · 48e Cam Dolan 20 · 58e Alastair McFarland 21 · Mike Petri 22 · 23e 26e 70e Chris Wyles 23 · Entraîneur · Mike Tolkin |

### Samoa - Écosse
(mt : 26 - 23)
Homme du match :  John Hardie
Points marqués :
- Samoa : 4 essais de Tusi Pisi (11e), Leiataua (14e), Lee-Lo (21e) et Matu'u (78e) ; 2 transformations de Tusi Pisi (11e) et Fa'apale (78e) ; 3 pénalités de Tusi Pisi (5e, 29e, 38e)
- Écosse : 3 essais de Seymour (12e), Hardie (32e) et Laidlaw (74e) ; 3 transformations de Laidlaw (13e, 33e, 75e) ; 5 pénalités de Laidlaw (9e, 20e, 25e, 51e, 53e)

Évolution du score : 3-0, 3-3, 10-3, 10-10, 15-10, 15-13, 20-13, 20-16, 23-16, 23-23, 26-23, 26-26, 26-29, 26-36, 33-36
Arbitre :  Jaco Peyper
Touche :  JP Doyle et  Marius Mitrea

Vidéo :  Ben Skeen
Résumé
| Samoa · Titulaires · 15 Tim Nanai-Williams · 14 Paul Perez · 13 George Pisi · 12 Rey Lee-Lo · 11 Fa'atoina Autagavaia 71e · 10 Tusi Pisi 71e · 9 Kahn Fotuali'i (cap.) 79e · 8 Alafoti Fa'osiliva · 7 Jack Lam · 6 Maurie Fa'asavalu 59e · 5 Kane Thompson 29e · 4 Filo Paulo · 3 Census Johnston 59e · 2 Manu Leiataua 74e · 1 Sakaria Taulafo 59e · Remplaçants · 16 Motu Matu'u 74e · 17 Viliamu Afatia 59e · 18 Anthony Perenise 59e · 19 Faifili Levave 29e · 20 Sanele Vavae Tuilagi 59e · 21 Vavao Afemai 79e · 22 Patrick Fa'apale 71e · 23 Ken Pisi 71e · Entraîneur · Stephen Betham |  | Écosse · Titulaires · 71e Stuart Hogg 15 · Sean Maitland 14 · Mark Bennett 13 · 76e Matt Scott 12 · Tommy Seymour 11 · Finn Russell 10 · (cap.) Greig Laidlaw 9 · David Denton 8 · John Hardie 7 · 28e à 38e 53e Ryan Wilson 6 · 62e Jonny Gray 5 · Richie Gray 4 · WP Nel 3 · 66e Ross Ford 2 · 23e 28e Alasdair Dickinson 1 · Remplaçants · 66e Fraser Brown 16 · 23e 28e Gordon Reid 17 · Jon Welsh 18 · 62e Tim Swinson 19 · 53e Josh Strauss 20 · Henry Pyrgos 21 · 76e Peter Horne 22 · 71e Sean Lamont 23 · Entraîneur · Vern Cotter |

### États-Unis - Japon
(mt : 8 - 17)
Homme du match :  Ayumu Goromaru
Points marqués :
- Etats-Unis : 2 essais de Ngwenya (24e) et Wyles (71e) ; 1 transformation de MacGinty (72e) ; 2 pénalités de MacGinty (5e, 55e)
- Japon : 3 essais de Matsushima (7e), Fujita (28e) et Mafi (62e) ; 2 transformations de Goromaru (9e, 29e) ; 3 pénalités de Goromaru (33e, 44e, 77e)

Évolution du score : 3-0, 3-7, 8-7, 8-14, 8-17, 8-20, 11-20, 11-25, 18-25, 18-28
Arbitre :  Glen Jackson
Touche :  John Lacey et  Federico Anselmi

Vidéo :  Shaun Veldsman
Résumé
| États-Unis · Titulaires · 15 Chris Wyles (cap.) · 14 Takudzwa Ngwenya · 13 Seamus Kelly · 12 Thretton Palamo · 11 Zack Test · 10 AJ MacGinty · 9 Mike Petri · 8 Samu Manoa · 7 Andrew Durutalo · 6 Alastair McFarland 63e · 5 Greg Peterson 77e · 4 Hayden Smith 31e · 3 Titi Lamositele · 2 Zach Fenoglio 64e · 1 Eric Fry 61e à 71e · Remplaçants · 16 Phil Thiel 64e · 17 Olive Kilifi · 18 Chris Baumann · 19 Cam Dolan 31e · 20 John Quill 77e · 21 Danny Barrett 63e · 22 Niku Kruger · 23 Folau Niua · Entraîneur · Mike Tolkin |  | Japon · Titulaires · Ayumu Goromaru 15 · Yoshikazu Fujita 14 · Harumichi Tatekawa 13 · Craig Wing 12 · 49e 57e Kotaro Matsushima 11 · 73e Kosei Ono 10 · 63e Harumichi Tatekawa 9 · 40e Koliniasi Holani 8 · 73e Michael Broadhurst 7 · (cap.) Michael Leitch 6 · 68e Justin Ives 5 · Luke Thompson 4 · 40e Hiroshi Yamashita 3 · 77e Shota Horie 2 · 59e Keita Inagaki 1 · Remplaçants · 77e Takeshi Kizu 16 · 59e Masataka Mikami 17 · 40e Kensuke Hatakeyama 18 · 68e Shinya Makabe 19 · 40e Amanaki Mafi 20 · 73e Hendrik Tui 21 · 63e Atsushi Hiwasa 22 · 49e 57e 73e Karne Hesketh 23 · Entraîneur · Eddie Jones |